# Gorgos (Messenien)
Gorgos (altgriechisch Γόργος Górgos) war der Sohn des messenischen Freiheitshelden Aristomenes zu Zeiten des zweiten Messenischen Krieges. Als sein Vater in spartanische Gefangenschaft geriet, kam dieser mit Hilfe einer jungen Frau frei. Zum Dank gab Aristomenes ihr seinen damals achtzehnjährigen Sohn Gorgos zu Ehe.
Nach der Eroberung der messenischen Stadt Eira wurde Gorgos zusammen mit Mantiklos Anführer der messenischen Auswanderer. Seinem Vorschlag, sich auf Zakynthos niederzulassen, folgten die Auswanderer jedoch nicht. Vielmehr entschieden sie sich, Zankle zu erobern, das sie nach erfolgreicher Durchführung des Vorhabens Messana nannten.